# 15372 Agrigento
A 15372 Agrigento (ideiglenes jelöléssel 1996 TK41) egy kisbolygó a Naprendszerben. Eric Walter Elst fedezte fel 1996. október 8-án.